# Watten (Highland)
Watten, schottisch-gälisch Bhatan, ist eine Ortschaft in der schottischen Council Area Highland beziehungsweise der traditionellen Grafschaft Caithness. Sie liegt etwa zwölf Kilometer nordwestlich von Wick und 18 Kilometer südöstlich von Thurso am linken Ufer des Wick. Am Nordrand erstreckt sich der Loch Watten.

## Geschichte
Die Besiedlung der Umgebung von Watten seit der Eisenzeit ist durch die Reste verschiedener Brochs und eines Hillforts belegt. Am Ostrand der Ortschaft befindet sich ein 1,7 Meter hoher Stehender Stein. Am Ostrand befand sich einst eine Kapelle, die als St Tarloc’s Church bezeichnet wird. Tarloc, auch Talore oder Tarlogan war ein Weggefährte Donans, ein Missionar aus dem 7. Jahrhundert. Da Tarloc ein gängiger zeitgenössischer Name war, ist nicht feststellbar, ob sich der Kapellenname auf die historische Person bezieht und die Kapelle vielleicht gar von dieser gegründet wurde.
Innerhalb des heutigen Ortsgebiets befand sich zu Zeiten des Zweiten Weltkriegs ein Kriegsgefangenenlager (Camp 165), in welchem bevorzugt deutsche Kriegsgefangene, die als glühende Anhänger der nationalsozialistischen Ideologie eingestuft wurden, interniert waren. Sie wurden teils aus dem Cultybraggan Camp an diesen Ort verlegt. Zu den Gefangenen zählten Otto Kretschmer, Paul Werner Hoppe, Max Wünsche und Gunter d’Alquen. Das ehemalige Lager wurde inzwischen abgetragen und ist heute teilweise überbaut.
Watten entwickelte sich im Laufe des 19. Jahrhunderts. Südlich entstand um diese Zeit auch die Achingale Mill, eine Getreidemühle. 1861 wurde 1491 Einwohner in Watten registriert. Im Laufe der folgenden Jahrzehnte sank die Einwohnerzahl leicht. Im Rahmen der Zensuserhebung 1961 wurde in Watten 251 Personen gezählt. Bis 1991 stieg die Einwohnerzahl auf 640 an.

## Verkehr
Watten liegt an der Kreuzung der A882, welche die A9 im Westen mit der A99 im Zentrum von Wick verbindet, und der B870. 1874 eröffnete die Highland Railway eine Stichbahn nach Wick. Diese führte entlang des Nordufers von Loch Watten und besaß einen Bahnhof rund 1,5 Kilometer nördlich des heutigen Zentrums von Watten. Obschon die Strecke der Far North Line bis heute in Betrieb ist, wurde der Bahnhof Watten 1960 für den Personen- und 1964 für den Güterverkehr geschlossen.